# Duale Hochschule Baden-Württemberg Stuttgart
Die Duale Hochschule Baden-Württemberg Stuttgart (englisch: Baden-Wuerttemberg Cooperative State University) ist einer der Standorte der Dualen Hochschule Baden-Württemberg, die ein duales, praxisintegrierendes Studium anbietet. Der Studienbetrieb wurde am 1. Oktober 1974 aufgenommen. Als Unterschied zu Universitäten oder Fachhochschulen verfügt jeder Studierende über einen Ausbildungsvertrag mit einem der rund 2.000 dualen Partner-Unternehmen/-Institutionen. Aktuell werden mehr als 40 anerkannte Bachelor-Studienrichtungen angeboten. Die DHBW Stuttgart mit ihrem Campus Horb ist mit ihren rund 8.000 Studierenden der größte von neun Standorten der Dualen Hochschule Baden-Württemberg und einer der größten Hochschulstandorte in den Regionen Stuttgart und Oberer Neckar.

## Geschichte
Anfang der 70er Jahre initiierten die Unternehmen Daimler-Benz, Bosch und SEL – heute Nokia– das so genannte „Stuttgarter Modell“ als Vorläufer der späteren Berufsakademien. Man wollte damit den immer zahlreicher werdenden Abiturienten eine Alternative zum traditionellen Studium bieten. Außerdem zeichnete sich ein Mangel an gut ausgebildeten Nachwuchskräften ab, dem man mit einer Kombination aus Studium und Ausbildung begegnen wollte. Die Berufsakademie Stuttgart war mit der Berufsakademie in Mannheim eine der beiden Gründerakademien und nahm am 1. Oktober 1974 ihren Studienbetrieb auf. 122 Studenten in 35 Ausbildungsbetrieben umfasste der erste Jahrgang, der in den Bereichen Wirtschaft und Technik studierte. 1975 kam der Bereich Sozialwesen hinzu. Im Jahr 1989 wurde die Außenstelle in Horb am Neckar gegründet.
Zum 1. März 2009 wurde die Berufsakademie Stuttgart, wie alle Berufsakademien in Baden-Württemberg, Standort der neugegründeten Dualen Hochschule Baden-Württemberg. Im Zuge dessen wird die Außenstelle in Horb seitdem als „Campus Horb“ bezeichnet. Als Hochschule wurde der DHBW Stuttgart nun die Möglichkeit zu Teil, die bisherigen Forschungen unter dem Dach neugeschaffener Forschungseinrichtungen weiter fortzuführen und zu intensivieren. Die DHBW Stuttgart hat nun Forschungsaufträge zu erfüllen.

## Zulassung und Abschlüsse
Voraussetzung für die Zulassung zu einem dualen Studium an der Dualen Hochschule Baden-Württemberg Stuttgart ist ein Ausbildungsvertrag mit einem Unternehmen oder einer sozialen Einrichtung sowie die allgemeine oder die fachgebundene Hochschulreife. Die Fachhochschulreife ist dann ausreichend, wenn zusätzlich ein Eignungstest an der Dualen Hochschule bestanden wurde. Unter bestimmten Voraussetzungen können auch qualifizierte Berufstätige zum Studium an der Dualen Hochschule zugelassen werden. Das in der Regel strenge Verfahren zur Auswahl der Bewerber wird ausschließlich von den dualen Partnern, also dem Unternehmen oder der sozialen Einrichtung, durchgeführt. Studieninteressierte bewerben sich zunächst bei einem Unternehmen seiner Wahl und sobald sie dort den Ausbildungsvertrag erhalten, können sich die Studieninteressierten dann an der DHBW Stuttgart einschreiben. Die Zulassung zum Studium erfolgt dann über die Duale Hochschule nach Vorlage des Ausbildungsvertrags und einer beglaubigten Kopie des Reifezeugnisses.
Die Absolventen eines dualen Studiums an der DHBW erhalten als Abschluss einen akademischen Grad:
Fakultät Wirtschaft
- Bachelor of Arts (B.A.)
- Bachelor of Science (B.Sc.)
- Bachelor of Laws

Fakultät Technik
- Bachelor of Engineering (B.Eng.) oder
- Bachelor of Science (B.Sc.)

Fakultät Sozialwesen
- Bachelor of Arts (B.A.)

Sämtliche Studiengänge an der DHBW sind national (durch die Zentrale Evaluations- und Akkreditierungsagentur ZEvA) und international (durch den Open University Validation Services) akkreditiert und mit 210 ECTS-Punkten als Intensivstudiengänge bewertet.

## Lehr- und Forschungszentren
An der DHBW Stuttgart gibt es vier Lehr- und Forschungszentren, die unter dem Dach des Centre of Applied Sciences (CASE) zusammengefasst sind. Das Zentrum für Managementsimulation (ZMS) hat die Erweiterung und Verbesserung des Angebots an Planspielen der Hochschule zum Ziel. Das ZMS ist zudem Initiator des Deutschen Planspielpreises, einer Auszeichnung für Studienabschlussarbeiten und Dissertationen / Habilitationen zum Themenfeld Planspiel. Außerdem ist das Zentrum Organisator des jährlich stattfindenden Europäischen Planspielforums, derzeit angesiedelt bei der Personalmesse Zukunft Personal. Das Planspielforum ist eine der großen herstellerunabhängigen Konferenzen zum Thema Planspiel. Das Zentrum für empirische Forschung (ZEF) widmet sich der Durchführung empirischer Forschungsprojekte sowie anwendungsorientierter Lehrveranstaltungen und Projekte im Rahmen des Curriculums. Beide Zentren werden derzeit aus Studiengebühren finanziert und dienen der Verbesserung der Studienbedingungen. Das Zentrum für Intelligente Nutzung von Informationstechnologie (ZINI) erarbeitet, wie welche Informationstechnologie am besten in einem unternehmerischen Kontext eingesetzt werden kann. Die Basis der Tätigkeiten bilden kooperative Forschungsprojekte mit den Dualen Partnern und anderen Unternehmen. Das Zentrum für Medienmanagement (ZMM) führt nationale und internationale Medienprojekte durch, betreibt kooperative Medienforschung und tritt als Lehrzentrum zur Schulung von Studierenden und Mitarbeitern in Erscheinung.

## Standorte und Außenstellen
Die Duale Hochschule Baden-Württemberg Stuttgart hat mehrere Standorte, die alle in der Stuttgarter Innenstadt gelegen sind:
Fakultät Wirtschaft & Gesundheit
- Herdweg 20
- Herdweg 21
- Herdweg 23
- Herdweg 29/31
- Paulinenstraße 50
- Rotebühlplatz 41
- Theodor-Heuss-Straße 2
- Tübinger Straße 33
- Kronenstraße 53 A
- Rotebühlstraße 133 (Dekanat)

Fakultät Technik
Lerchenstraße 1 
Fakultät Sozialwesen
Rotebühlstraße 131
Rektorat, Verwaltung und zentrale Einrichtungen
Rotebühlstraße 133 
Bibliothek
Kronenstraße 53 B
Der Campus in Horb am Neckar bietet ausschließlich technische Studiengänge an, die von circa 900 Studierenden belegt werden. Pläne zur Einrichtung eines weiteren Vorlesungsstandortes der Dualen Hochschule Baden-Württemberg Stuttgart in Backnang wurden 2011 verworfen.
Zudem ist die Studienakademie der VWA (Württembergische Verwaltungs- und Wirtschaftsakademie) an die Duale Hochschule Baden-Württemberg Stuttgart angegliedert.

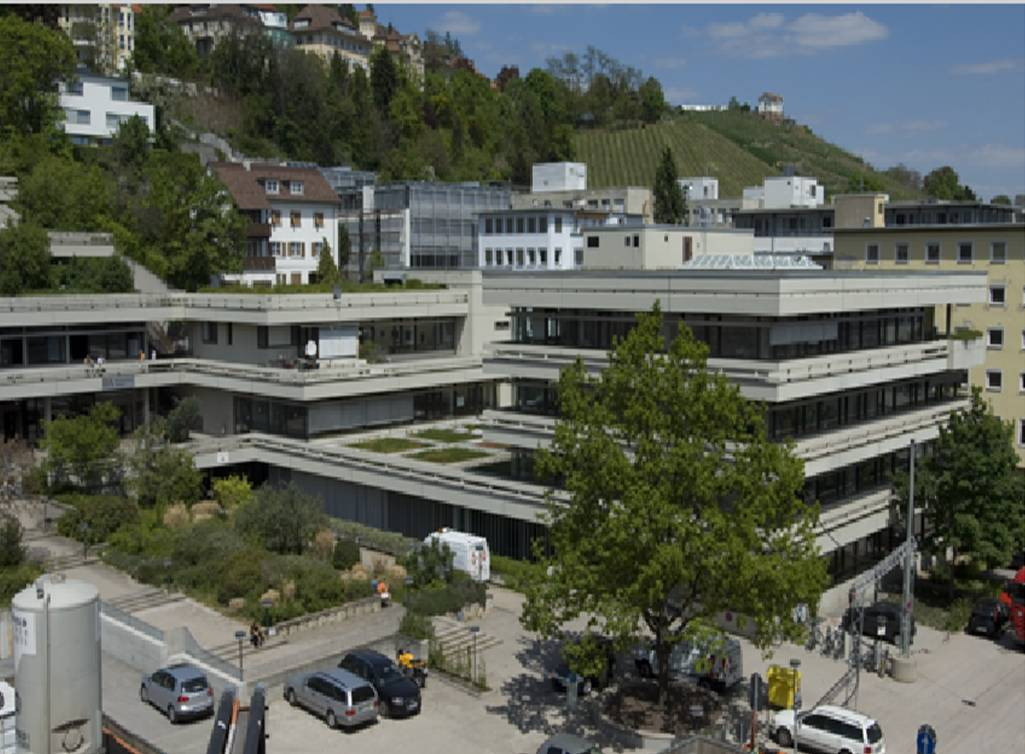
Jägerstraße 56 (Direktion, Zentrale Verwaltung)
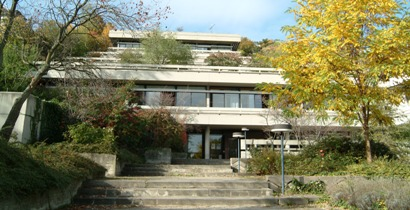
Jägerstraße 58 (Auditorium maximum)
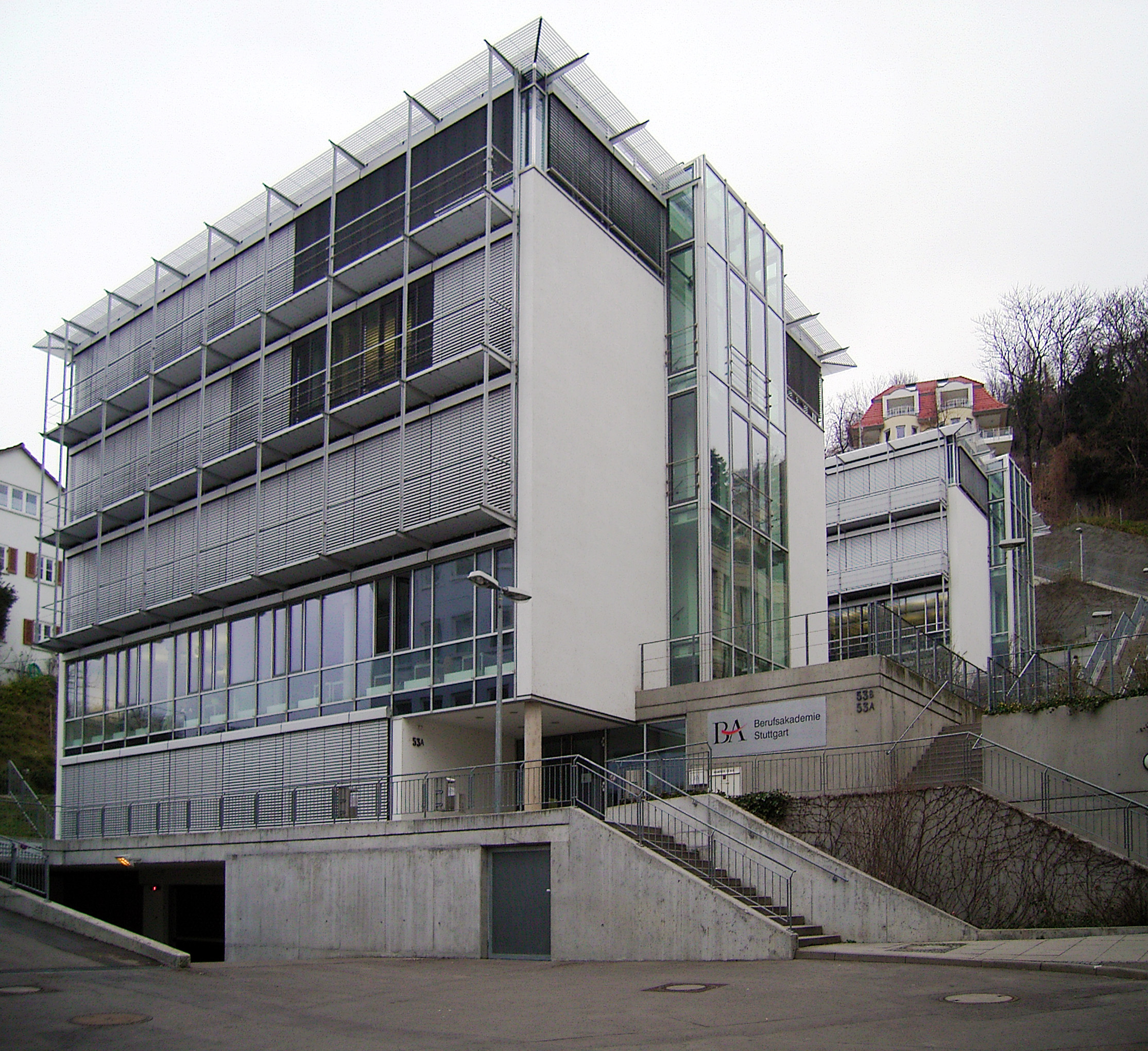
Kronenstraße 53 A+B (Bibliothek, Vorlesungsräume Studienbereich Wirtschaft)
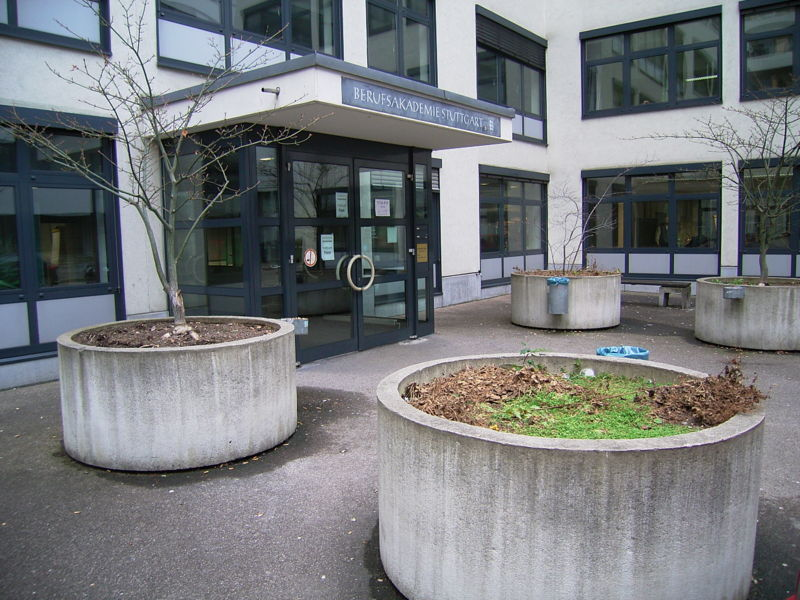
Rotebühlplatz 41 (Informatik-Studiengänge, Zentrales Rechenzentrum)

## Formula Student
Die Formula Student ist ein internationaler Konstruktionswettbewerb in welchen studentische Team mit selbstentwickelten einsitzigen Rennfahrzeugen gegeneinander antreten. Das Team mit dem besten Gesamtpaket aus Rennfahrzeugperformance, Ingenieursleistung und Vermarktungsstrategie gewinnt die verschiedenen Formula Student Event rund um die Welt.
An die Hochschule angegliedert entwickelt DHBW Engineering e. V., ein hundertköpfiger Verein seit 2008 jährlich ein Fahrzeug um bei der Formula Student Germany und weiteren Events in Europa und Asien anzutreten. Seit 2011 sind die Fahrzeuge aus der „eSleek“ Familie komplett elektrifiziert und mit einem Leistungsgewicht von ca. 1,5 kg/PS auch potent genug um in der absoluten TOP 10 der Weltrangliste bestehen zu können.
In den interdisziplinären Teams Aerodynamik, Batterie, Chassis, eDrive, Fahrdynamik, Fahrwerk, Systemelektronik und Statics and Marketing bündeln die Studenten aus allen Fakultäten Erfahrungen und Fachwissen im Bereich der Hochvolttechnik, der Compositewerkstoffe, der Simulationstechnik und Regelungstechnik und helfen so die Verzahnung von Theorie und Praxis noch effektiver zu gestalten.
Seit der Saison 2019/20 wird an einem „Driverless“-eSleek gearbeitet, einem elektrisch angetriebenen, autonom fahrenden Rennwagen.